# 백선기 (1947년)
백선기(白宣基, 1947년 7월 7일 ~ )는 대한민국의 정치인이다. 부산 해운대구청장을 역임했다. 

## 약력
- 1968.04 ~ 1970.04 부산시청 근무
- 1996 우주유치원 설립
- 2002.07 ~ 2014.04 제4~6대 부산광역시의회 의원
  - 부산광역시의회 예산결산특별위원회 위원장
  - 부산광역시의회 행정안전위원회 위원장
- 2014.07 ~ 2018.06 제17대 민선 6기 부산 해운대구청장(초선)

## 학력
- 거창중앙고등학교
- 5년제 한국방송통신대학교 경영학과 학사
- 경성대학교 교육대학원 교육학 석사

## 역대 선거 결과
|  | 66.71% |

|  | 73.51% |

|  | 58.37% |

|  | 54.45% |

|  | 37.86% |